# Poestenkill
Poestenkill es un pueblo ubicado en el condado de Rensselaer en el estado estadounidense de Nueva York. En el año 2000 tenía una población de 4,054 habitantes y una densidad poblacional de 48 personas por km².

## Geografía
Poestenkill se encuentra ubicado en las coordenadas 42°41′15″N 73°31′17″O / 42.68750, -73.52139.

## Demografía
Según la Oficina del Censo en 2000 los ingresos medios por hogar en la localidad eran de $58,945, y los ingresos medios por familia eran $63,819. Los hombres tenían unos ingresos medios de $40,128 frente a los $29,486 para las mujeres. La renta per cápita para la localidad era de $22,143. Alrededor del 1.7% de la población estaban por debajo del umbral de pobreza.